# I Dated a Robot
I Dated a Robot (с англ. — «Я встречался с роботом») — пятнадцатый эпизод третьего сезона мультсериала «Футурама». Североамериканская премьера эпизода состоялась 13 мая 2001 года.

## Сюжет
Экипаж «Межпланетного экспресса» решает сделать Фраю приятное — познакомить его со знаменитостью его времени. Поэтому Лила ведёт Фрая в Сеть на nappster.com, откуда тот скачивает себе Люси Лью и влюбляется в Льюбота.
Экипаж начинает сожалеть о содеянном, видя глубокую любовь Фрая к ненастоящей Люси, они даже показывают ему документальный фильм о том, что свидания людей с роботами приводят к беде, но это не производит никакого впечатления на Фрая. Тогда Лила, Бендер и Зойдберг решают закрыть nappster.com (который, как оказалось, называется kidnappster.com (от англ. to kidnap — похищать)) и обнаруживают в офисе фирмы потайную комнату, где томятся в заложниках головы-в-банках многих знаменитостей, которых хозяин сканирует для создания роботов-двойников для скачивания пользователями Сети. Троица спасает из плена голову Люси Лью (причем видно, что она неравнодушна к Бендеру), но хозяин сайта посылает за ними в погоню множество Льюботов.
Беглецы укрываются в кинотеатре, где обнаруживают Фрая с «первой Льюботом». Толпа остальных Льюботов врывается в здание и начинает атаку на друзей, укрывшихся в кинооператорской будке. «Первая Льюбот» жертвует собой, чтобы спасти Фрая и уничтожить свои копии. Бендер и настоящая Люси признаются друг другу во взаимных чувствах.